# Айях (приток Назинской)
Айя́х (устар. Ай-Ях) — река в Александровском районе Томской области России. Устье реки находится в 118 км по правому берегу реки Назинская. Длина реки составляет 20 км. Берёт начало в болоте Кыгомкуй.

## Данные водного реестра
По данным государственного водного реестра России относится к Верхнеобскому бассейновому округу, водохозяйственный участок реки — Обь от впадения реки Васюган до впадения реки Вах, речной подбассейн реки — Васюган. Речной бассейн реки — (Верхняя) Обь до впадения Иртыша.

## Топографические карты
- Лист карты P-44-XXXI,XXXII. Масштаб: 1 : 200 000. Состояние местности на 1966-1970 год. Издание 1986 г.